# Opel Ascona
Opel Ascona är en personbil, tillverkad i tre generationer av den tyska biltillverkaren Opel mellan 1970 och 1988.
Opel lanserade Opel Ascona för att fylla storleksklassen under företagets Opel Rekord. Ascona tillverkades i tre olika generationer från 1970 till 1988, då modellen ersattes av Opel Vectra.  De två första generationerna hade bakhjulsdrift, medan den tredje var framhjulsdriven. Karossutbudet var 2/4-dörrars, sedan 3-d kombi, och mot slutet även 5-dörrars halvkombi/kombi. Bilen har fått sitt namn efter den schweiziska orten Ascona.

## Ascona A (1970-75)
Versioner:
| Modell | Årsmodell | Motor              | Cylindervolym | Effekt | Bränslesystem   |
| ------ | --------- | ------------------ | ------------- | ------ | --------------- |
| 1.2    | 1972-88   | 4-cyl radmotor ohv | 1196 cm³      | 60 hk  | Enkel förgasare |
| 1.6    | 1970-88   | 4-cyl radmotor CIH | 1584 cm³      | 68 hk  | Enkel förgasare |
| 1.6 S  | 1970-88   | 4-cyl radmotor CIH | 1584 cm³      | 80 hk  | Enkel förgasare |
| 1.9    | 1970-88   | 4-cyl radmotor CIH | 1897 cm³      | 90 hk  | Enkel förgasare |

På hösten 1970 presenterade Opel sina nya modeller Manta och Ascona. Opel Manta lanserades i september och Ascona följde sedan i oktober. Manta var en 2-dörrars Coupé, medan Ascona fanns som 2- eller 4-dörrars sedan och även som 3-dörrars kombi. Storleksmässigt hamnade modellerna mellan den mindre Kadett och den större Rekord.
Ascona utvecklades för att ersätta Opel Kadett, men företaget valde att ta fram en ny mindre Kadett, och istället använda Ascona för att utmana Ford Taunus i mellanklassen. Opel Ascona A fortsatte tillverkas till 1975. Nästan 692,000 bilar byggdes i A-serien.

## Ascona B (1975-81)
Ascona B var en populär ungdomsbil under 1980-talet, eftersom den var billig i inköp och drift, samtidigt som den hade goda prestanda och mycket körglädje. I Sverige var 1,9-litersmotorn vanligast. Eftersom de svenska avgasreningsbestämmelserna var striktare än i andra länder såldes modellen bara med 1,2-liters stötstångsmotor (från tidigare modeller av Kadett) och 1,9 liters med högt placerad kamaxel (från Rekord). Utomlands fanns motorer på 1,6 och senare även 1,3 liter. Mot slutet av tillverkningen fanns en 2-litersmotor med eller utan bränsleinsprutning. Det fanns många likheter med motsvarande generation av Opel Rekord, men Asconan var lite mindre i formatet och därför spänstigare på vägen. Mycket riktigt fick den också stora rallyframgångar. I många år dominerade den i den nationella klassen. Opel Ascona 400 byggdes som en ren tävlingsbil, men såldes också i civil version för att bli godkänd i tävlingssammanhang. 
I England tillverkades Vauxhall Cavalier, som i princip är en Opel Ascona med fronten från Opel Manta. Cavalier var från början tänkt att få en egen kaross men använda teknik från Ascona. Men för att spara utvecklingskostnader beslutades att använda samma konstruktion och bara ändra fronten för att få ett annat utseende. Cavalier såldes framförallt i Storbritannien, men det fanns också en vänsterstyrd version som såldes t ex i Sverige.  
Versioner:
| Modell | Årsmodell | Motor                   | Cylindervolym | Effekt     | Bränslesystem                             |
| ------ | --------- | ----------------------- | ------------- | ---------- | ----------------------------------------- |
| 1.2    | 1976-79   | 4-cyl radmotor ohv      | 1196 cm³      | 55 hk      | Enkel förgasare                           |
| 1.2 S  | 1976-79   | 4-cyl radmotor ohv      | 1196 cm³      | 60 hk      | Enkel förgasare                           |
| 1.6    | 1976-78   | 4-cyl radmotor CIH      | 1584 cm³      | 60 hk      | Enkel förgasare                           |
| 1.6 S  | 1976-81   | 4-cyl radmotor CIH      | 1584 cm³      | 75 hk      | Enkel förgasare                           |
| 1.9    | 1976-81   | 4-cyl radmotor CIH      | 1897 cm³      | 75 hk      | Enkel förgasare                           |
| 1.9 S  | 1976-77   | 4-cyl radmotor CIH      | 1897 cm³      | 90 hk      | Enkel förgasare                           |
| 2.0 S  | 1978-81   | 4-cyl radmotor CIH      | 1997 cm³      | 100 hk     | Enkel förgasare                           |
| 2.0 D  | 1979-81   | 4-cyl radmotor SOHC     | 1997 cm³      | 58 hk      | Dieselmotor                               |
| 1.3    | 1980-81   | 4-cyl radmotor SOHC     | 1297 cm³      | 60 hk      | Enkel förgasare                           |
| 1.3 S  | 1980-81   | 4-cyl radmotor SOHC     | 1297 cm³      | 75 hk      | Enkel förgasare                           |
| 1.8    | 1980-81   | 4-cyl radmotor SOHC     | 1796 cm³      | 90 hk      | Enkel förgasare                           |
| 2.0 E  | 1980-81   | 4-cyl radmotor CIH      | 1997 cm³      | 110 hk     | Bränsleinsprutning                        |
| 400    | 1980-81   | 4-cyl radmotor DOHC 16v | 2410 cm³      | 144-240 hk | Dubbla förgasare eller bränsleinsprutning |

## Ascona C (1981-88)
Tredje generationen av Ascona var en helt ny konstruktion, som liksom småsyskonet Kadett nu blev framhjulsdriven med tvärställd motor. Motorerna delades med Kadett, och det vanligaste alternativet var 1,6-litersmotorn på 90 hk med överliggande kamaxel och "cross-flow", d.v.s. att insug satt på ena sidan av motorn och avgaserna kom ut på den andra, en detalj är att den första Opelmotorn med "cross-flow" kom redan 1902 i modellen 10/12 ps.  
Karossalternativen var 2- eller 4-dörrars sedan alternativt 5-dörrars halvkombi. Ascona C var en pålitlig och trygg bil att köra med, och har oförtjänt fått ett missvisande rykte för att inte locka med någon större körglädje därför att det såldes väldigt många standardmodeller med enkel utrustning och relativt svaga motorer, de starkare, välutrustade sportmodellerna GT och Sprint med 115 hk, sportväxellåda och Recarostolar och speciellt de två sista årsmodellerna med en ny 2.0i motor däremot, som betydligt färre har erfarenhet av, var oerhört bra att köra med mycket exakt och stabil styrning och utmärkta prestanda och en förmåga att bita sig fast i vägbanan i höga hastigheter som förvånade, den var dessutom mycket säker och förutsägbar på hala vintervägar. Utrymmena var ganska bra, speciellt sedanmodellen hade ett oerhört stort och rymligt bagageutrymme. Asconan blev ganska populär som begagnad bil för barnfamiljer. 
Vauxhall Cavalier mk2 byggdes och såldes i Storbritannien men var identisk med Ascona C förutom namnet, vissa skillnader i utrustning och att den var högerstyrd. Från 1982 och framåt har själva karossplåten för alla Vauxhall varit identisk med motsvarande Opel-modell. Endast grillen och emblemen skiljer sig åt. De sista årsmodellerna byggde Vauxhall-fabriken även vänsterstyrda Opel Ascona för export till andra europeiska länder.  
För svensk del kan man notera som kuriosa att beroende på att Saab hade köpts upp av GM har det spridits ett vida känt påstående att den sista generationen av Saab 900, som sedan blev 9-3 byggdes på Asconans plattform. Detta är nu inte korrekt utan det var på efterföljaren Vectra 900 delvis baserades, bakaxeln hämtade Saab av märklig orsak däremot från lilla Astra, vilket ställde till problem eftersom den bakaxeln inte tagits fram för att passa till en så tung bil som 900.
Opel Ascona C blev sista generationen med det namnet och efterträddes av Vectra.
Versioner:
| Modell | Årsmodell | Motor               | Cylindervolym | Effekt | Bränslesystem        | Anmärkning    |
| ------ | --------- | ------------------- | ------------- | ------ | -------------------- | ------------- |
| 1.3    | 1982-86   | 4-cyl radmotor SOHC | 1297 cm³      | 60 hk  | Enkel förgasare      |               |
| 1.3 S  | 1982-86   | 4-cyl radmotor SOHC | 1297 cm³      | 75 hk  | Enkel förgasare      |               |
| 1.6    | 1982-88   | 4-cyl radmotor SOHC | 1598 cm³      | 75 hk  | Enkel förgasare      |               |
| 1.6 S  | 1982-87   | 4-cyl radmotor SOHC | 1598 cm³      | 90 hk  | Enkel förgasare      |               |
| 1.6 D  | 1982-88   | 4-cyl radmotor SOHC | 1598 cm³      | 54 hk  | Dieselmotor          |               |
| 1.8 E  | 1983-86   | 4-cyl radmotor SOHC | 1796 cm³      | 115 hk | Bränsleinsprutning   |               |
| 1.6 i  | 1986-88   | 4-cyl radmotor SOHC | 1598 cm³      | 75 hk  | Bränsleinsprutning   | Katalysator   |
| 1.8    | 1986-88   | 4-cyl radmotor SOHC | 1796 cm³      | 84 hk  | Enkel förgasare      |               |
| 1.8 i  | 1986-88   | 4-cyl radmotor SOHC | 1796 cm³      | 100 hk | Bränsleinsprutning   | Katalysator   |
| 2.0 i  | 1987-88   | 4-cyl radmotor SOHC | 1998 cm³      | 115 hk | Bränsleinsprutning   | Katalysator   |
| 2,0 l, | 1987-88   | 4-cyl radmotor SOHC | 1998 cm³      | 130 hk | Bosch Motronic ML4.1 | - Motor 20SEH |

## Bilder

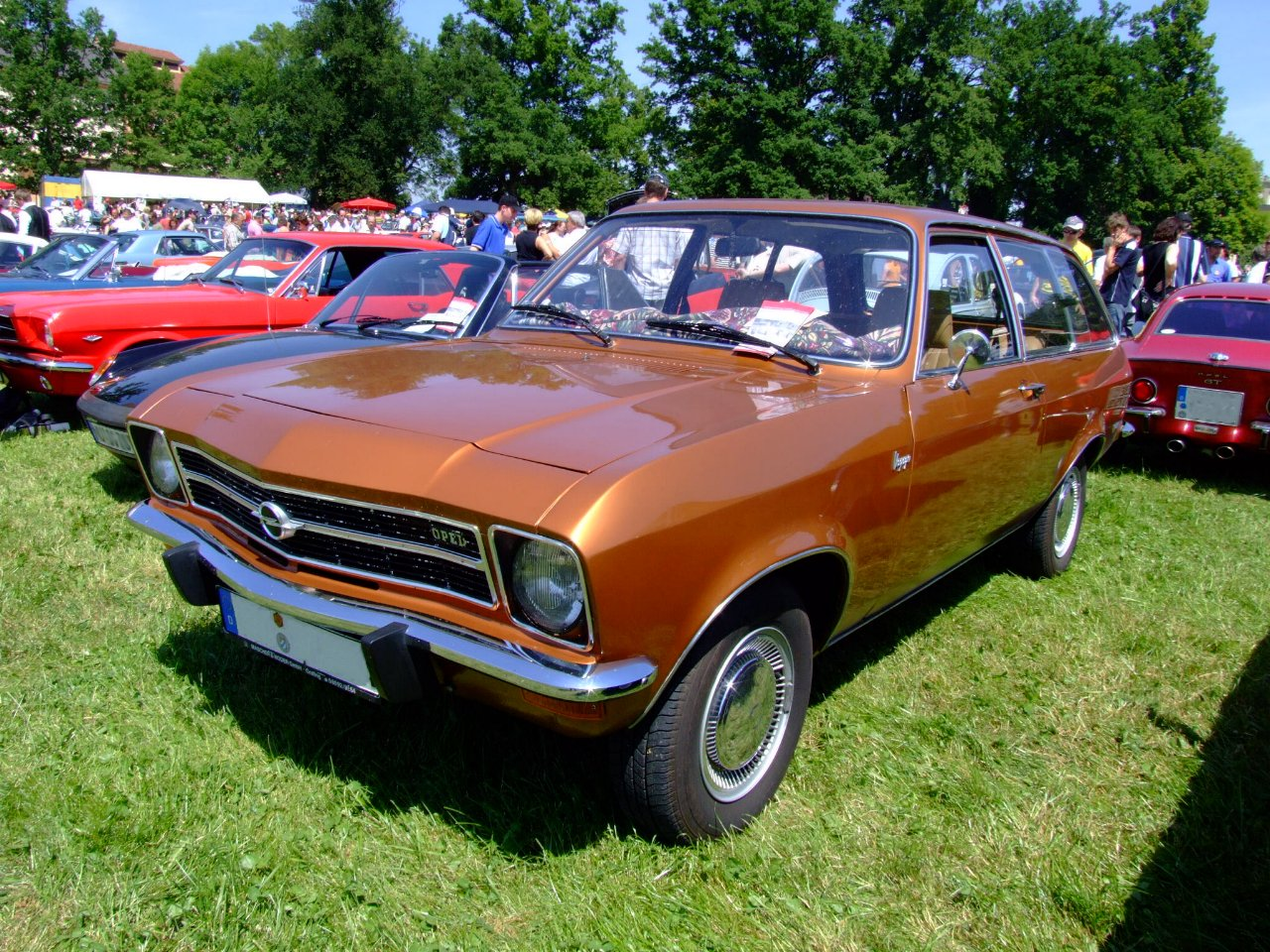
Ascona A
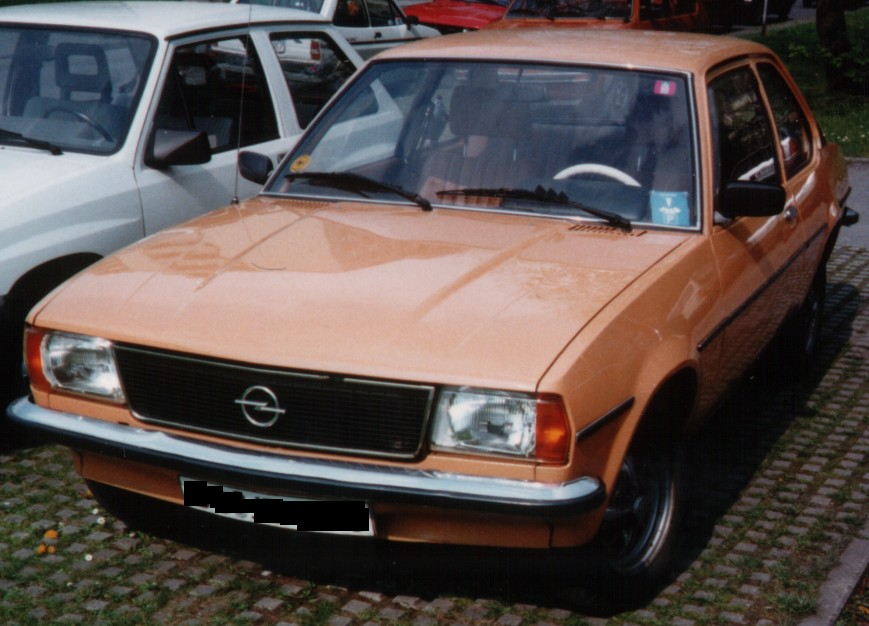
Ascona B
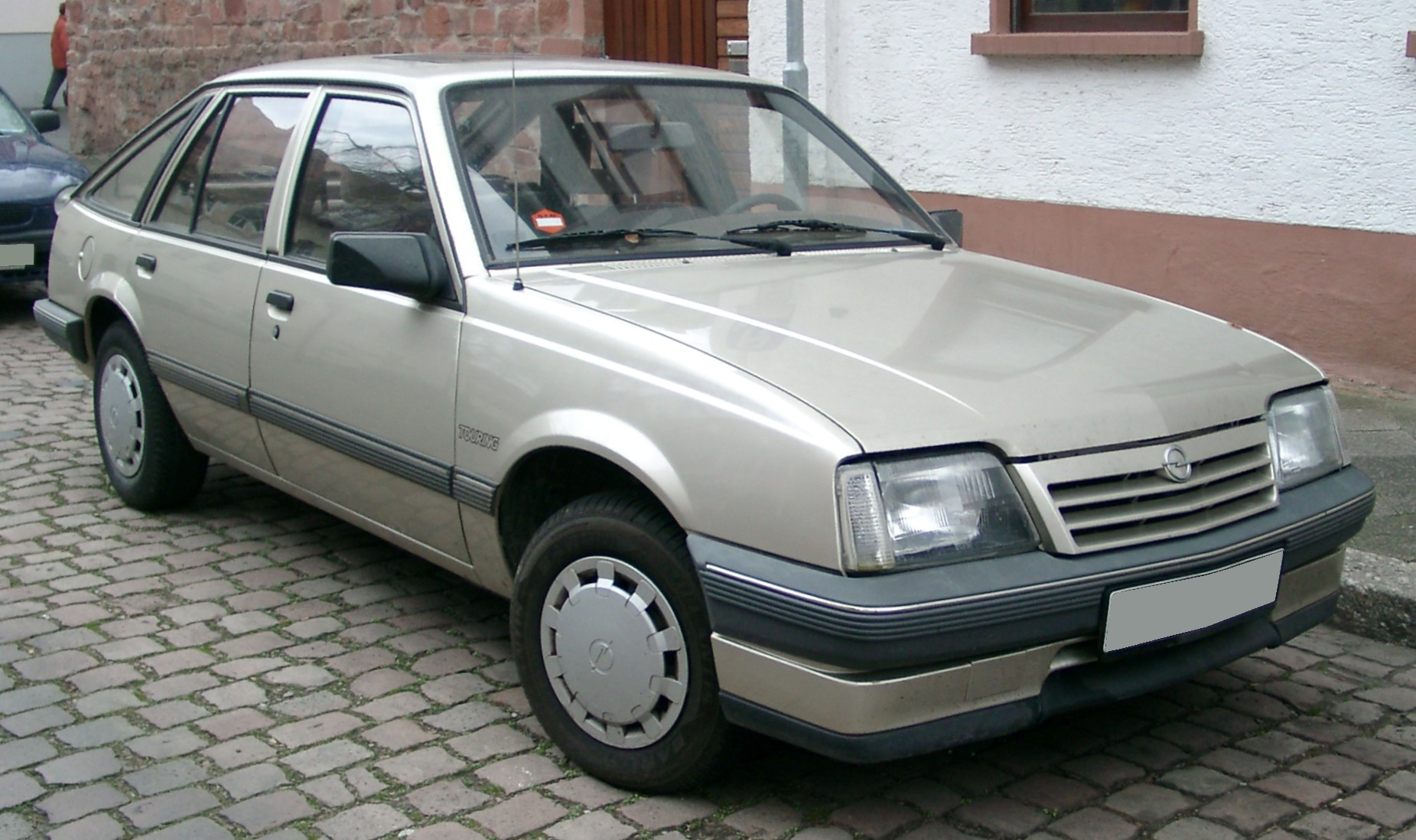
Ascona C